# Fedra (Pizzetti)
Fedra è un'opera di Ildebrando Pizzetti su libretto di Gabriele D'Annunzio. Fu rappresentata per la prima volta al Teatro alla Scala di Milano il 20 marzo 1915. La première ebbe un buon successo, con la protagonista Krusceniski «degnissima interprete per nobiltà di esecuzione e di atteggiamenti scenici», ma con la voce affaticata per l'onerosità del ruolo.
Per la composizione dell'opera Pizzetti dichiarò di volersi riannodare alle origini del dramma musicale, così che in questo lavoro la parola ha un rilievo particolare e il suono è «pienezza di movimento nel largo commento orchestrale», che «colora l'insieme, non il particolare».. Molto impegnativo è perciò il compito dei cantanti. Il coro, nella tradizione della tragedia greca, viene impegnato «sia come elemento dialogico, sia come elemento di riflessione e di commento collettivo».

## Interpreti della prima rappresentazione
| Personaggio    | Interprete                                                                                              |
| -------------- | --- |
| Fedra          | Solomija Krušel'nyc'ka                                                                                  |
| Ippolito       | Edoardo Di Giovanni                                                                                     |
| Teseo          | Edmondo Grandini                                                                                        |
| Etra           | Fanny Anitúa                                                                                            |
| Eurito         | Giulio Cirino                                                                                           |
| Gorgo          | Giuseppina Bertazzoli                                                                                   |
| Schiava tebana | Ines Cesari                                                                                             |
| Pirata fenicio | Leone Paci                                                                                              |
| Efebo          | Dorina Thomas                                                                                           |
| Supplici       | Corbetta, Tina Ferrari, Lina Garavaglia, Eleonora Govoni Fiorin, Michelina Oliveri, Anita Ricci, Thomas |

Direttore: Gino Marinuzzi (1882-1945).

Scenografo: Antonio Rovescalli.

## Trama
Fedra è segretamente innamorata del proprio figliastro, Ippolito, figlio di suo marito Teseo. Teseo fa ritorno dalla guerra contro Tebe portando con sé una schiava, dono per Ippolito del re Adrasto, e Fedra ingelosita la uccide: questo fa adirare Ippolito, che pretende una spiegazione dalla matrigna, lei non riesce più a contenere la propria passione e cerca di baciare Ippolito, che la respinge. Giunge Teseo e Fedra accusa Ippolito di avere tentato di abusare di lei: Teseo furente invoca la morte del proprio figlio.
Ippolito, tra la generale costernazione, viene ucciso dal proprio cavallo durante un sacrificio alla dea Artemide. Mentre tutti sono riuniti affranti intorno al suo cadavere, giunge Fedra che confessa a Teseo la verità e, rivelando la sua insana passione, restituisce l'onore a Ippolito, poi si lascia morire sul corpo del giovane.

## Discografia
- 1954 - Mercedes Fortunati (Fedra), Aldo Bertocci (Ippolito), Anselmo Colzani (Teseo), Vittoria Palombini (Etra), Silvio Maionica (Eurito), Bruna Ronchini (Gorgo), Silvana Brandolini (Schiava tebana), Nicola Zaccaria (Pirata fenicio) - Direttore: Nino Sanzogno - Orchestra e Coro di Milano della RAI - Opera d'Oro[4]
- 1959 - Régine Crespin (Fedra), Gastone Limarilli (Ippolito), Dino Dondi (Teseo), Marta Rose (Etra), Nicola Rossi-Lemeni (Eurito), Anna Maria Canali (Gorgo), Edda Vincenzi (Schiava tebana), Paolo Montarsolo (Pirata fenicio) - Direttore: Gianandrea Gavazzeni - Orchestra e Coro del Teatro alla Scala di Milano - Registrazione dal vivo - Fiori (FI - 1075); House of Opera; Opera d'Oro[4][5]
- 1988 - Sofia Larson (Fedra), Piero Visconti (Ippolito), Garbis Boyagian (Teseo), Carmen Gonzales (Etra), Alfonso Antoniozzi (Eurito), Adriana Cicogna (Gorgo), Patrizia Orciani (Schiava tebana) - Direttore:  Maurizio Arena - Orchestra e Coro di Palermo[6]
- 2008 - Hasmik Papian (Fedra), Chang-Han Lim (Ippolito), Gustavo Porta (Teseo), Christine Knorren (Etra), Martin Tzonev (Eurito), Mihaela Binder-Ungureanu (Gorgo), Uran Urtnasan-Cozzoli (Schiava tebana), Tomislav Lucic (Pirata fenicio) - Direttore: Enrique Mazzola - Orchestre National de Montpellier-Languedoc-Roussillon - Legato Classics; Accord[7]
- 2008 - Carola Guber (Fedra), Richard Carlucci (Ippolito), Paolo Ruggiero (Teseo), Helena Zubanovich  (Etra), Máté Sólyom-Nagy (Eurito), Mihaela Binder-Ungureanu (Gorgo), Ilia Papandreou (Schiava tebana), Vazgen Ghazaryan (Pirata fenicio) - Direttore: Walter Gugerbauer - Philharmonisches Orchester Erfurt. Opernchor des Theaters Erfurt - House of Opera CD8397[8]